# Alloxysta glebaria
Alloxysta glebaria (лат.) — вид мелких перепончатокрылых наездников рода Alloxysta подсемейства Charipinae из семейства Figitidae. Эндопаразитоиды. Европа.

## Описание
От близких видов отличаются следующими признаками: пронотальные кили отсутствуют; радиальная ячейка полностью закрыта; брахиптерные формы, переднее крыло достигает конца метасомы; видна радиальная ячейка. По этим признакам A. glebaria очень похожа на A. marshalliana, но может быть дифференцирована по форме радиальной ячейки (полностью открытой у A. marshalliana, но закрытой у A. glebaria). Мелкие перепончатокрылые, длиной несколько миллиметров (обычно 1—2 мм). Усики нитевидные, у самок 13-члениковые, а у самцов состоят из 14 сегментов. Голова поперечно овальная, гладкая и блестящая. У представителей рода Alloxysta их личинки являются гиперэндопаразитоидами личинок некоторых видов перепончатокрылых (Hymenoptera), таких как бракониды (Aphidiinae, Braconidae) и афелиниды (Aphelinidae, Chalcidoidea), в свою очередь паразитирующих в тлях (Aphididae, Hemiptera).